# Страшевичи (Брянская область)
Страшеви́чи — село в Жирятинском районе Брянской области, в составе Жирятинского сельского поселения. 
 Расположено в 12 км к северо-востоку от села Жирятино, на автодороге Жирятино—Брянск. Население — 133 человека (2010).
Имеется отделение почтовой связи, сельский Дом культуры. Большой пруд на реке Локня.

## История

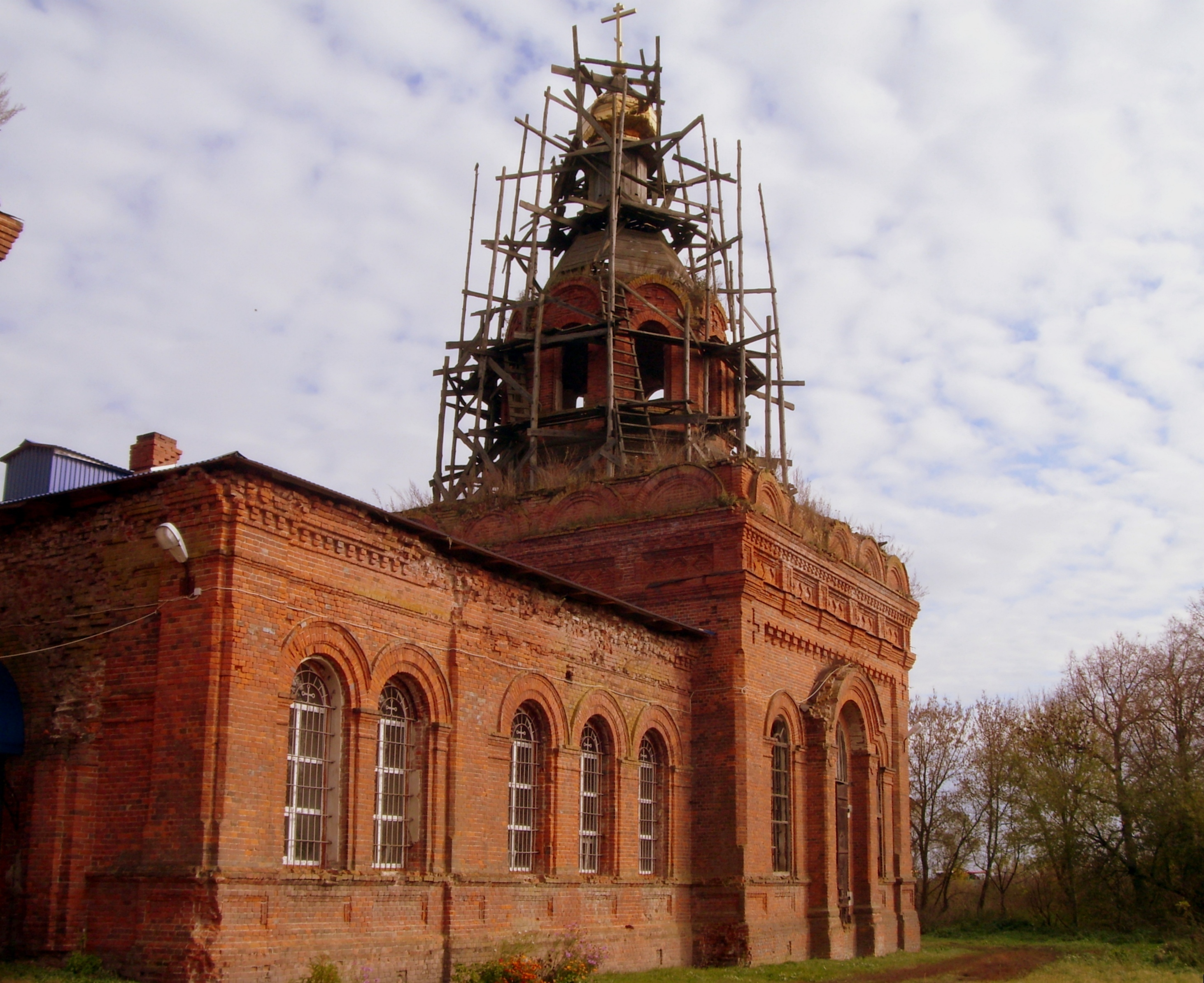

Известно с 1499 года. Храм Петра и Павла впервые упоминается как запустевший в Смутное время; с 1654 — как действующий; в 1731 заменён храмом Афанасия и Кирилла (современное каменное здание 1901—1905 гг.;:226-227 ныне реставрируется). Бывшее владение Бахтиных, Брусиловых, Небольсиных, Чемодуровых и др.
В XVII—XVIII вв. входило в состав Подгородного стана Брянского уезда; с 1861 по 1924 в Госамской волости Брянского (с 1921 — Бежицкого) уезда. Одна из первых в уезде сельских школ грамоты (1861), позднее преобразованная в земскую школу.
В 1924—1929 в Овстугской волости Бежицкого уезда; с 1929 в Жирятинском районе, а в период его временного расформирования (1932—1939, 1957—1985) — в Брянском районе.
До 1930-х гг. и в 1954—2005 гг. входило в Страшевичский сельсовет (до 1980-х гг. — его центр); с 1930-х гг. по 1954 в Княжичском сельсовете.